# HD 100777
HD 100777 — звезда, которая находится в созвездии Лев на расстоянии около 172 световых лет от нас. Вокруг звезды обращается, как минимум, одна планета.

## Характеристики
Судя по противоречивым данным в разных источниках, HD 100777 на 2019 год является мало изученной звездой. Вероятно она является оранжевым субгигантом спектрального класса K0IV, но возраст звезды в данном случае должен составлять не менее 6 млрд лет. Возможно также, что она является молодым активным оранжевым карликом с массой, почти такой же как и у нашего Солнца и с разными спектральными классами K0V/G8V из-за её переменности. Светимость звезды тоже практически равна солнечной, однако по возрасту HD 100777 значительно моложе нашего дневного светила, современная оценка её возраста старше 2 миллиардов лет.

## Планетная система
В 2007 году командой астрономов, работающих в рамках программы по поиску планет с помощью спектрографа HARPS, было объявлено об открытии планеты HD 100777 b в системе. Это газовый гигант с массой, равной 1,16 массы Юпитера. Планета обращается на расстоянии приблизительно одной астрономической единицы от родительской звезды (на таком же расстоянии обращается Земля от Солнца). Год на ней длится 384 суток. Открытие было совершено методом Доплера.